# Шахта імені Я. М. Свердлова
ДВАТ «Шахта ім. Я. М. Свердлова». Входить до ДХК «Свердловантрацит». Розташоване у місті Довжанськ, Луганської області.
Фактичний видобуток 2150/780 т/добу (1990/1999). У 2003 р. видобуто 581 тис.т. вугілля.
Максимальна глибина 1250 м (1990—1999). Протяжність підземних виробок 58,4/55,2 км (1990/1999). У 1990—1999 розробляла пласт k5' потужністю 0,91 м, кут падіння 8-10°. Кількість очисних вибоїв 3/2, підготовчих 8/4 (1990/1999).
Кількість працюючих: 1803/1153 осіб, в тому числі підземних 1464/788 осіб (1990/1999).
Адреса: 94800, м. Довжанськ, Луганської обл.